# Нове Алтишево
Нове Алтише́во (рос. Новое Алтышево, чув. Çĕнĕ Алтышево) — селище у складі Алатирського району Чувашії, Росія. Входить до складу Алтишевського сільського поселення.
Населення — 46 осіб (2010; 77 у 2002).
Національний склад:
- мордва — 83 %